# Armada (capoeira)
Pour les articles homonymes, voir Armada.
 (mai 2023).
Si vous disposez d'ouvrages ou d'articles de référence ou si vous connaissez des sites web de qualité traitant du thème abordé ici, merci de compléter l'article en donnant les références utiles à sa vérifiabilité et en les liant à la section « Notes et références ».
L’armada (armée, du verbe « armer » en portugais) est un coup de pied rotatif de capoeira, qui consiste à pivoter sur soi-même avant de lâcher la jambe dans un mouvement circulaire pour frapper au visage avec le talon. Comme la plupart des coups de pied retournés en capoeira, l'armada n'est pas réellement utilisée pour frapper, mais davantage pour appâter l'adversaire. Par facilité, on l'exécute généralement avec la jambe face au buste. Si en revanche on l'emploie dans l'intention de toucher, il est d'usage de faire un gancho rodado, en couchant la jambe de côté afin de préserver les articulations en cas de choc, mais aussi pour optimiser la puissance du coup.

## Technique
- Poser au sol un pied devant soi, en direction de l'adversaire (sans lui tourner le dos, comme beaucoup de gens le font). On se retrouve en position fermée.
- Pivoter le corps en continuant la rotation amorcée précédemment par l'avancée du pied, tout en se protégeant le visage avec les deux mains de part et d'autre du menton.
- Lever le talon de la jambe d'appui (celle de devant) pour faciliter le pivot.
- Relâcher la jambe de derrière, intérieure, quand l'adversaire entre à nouveau dans le champ de vision en la levant face à soi, les orteils tirés vers soi.

## Armada de chão
L’armada de chão ("armée de sol") est une variante de l'armada qui se fait en se laissant tomber sur les mains pendant le pivot, pour terminer le mouvement en queda de quatro.